# 白尾巢兔鼠
白尾巢兔鼠（Leporillus apicalis），又名小刺巢鼠，是生活在澳洲南部內陸的刺巢鼠屬。牠們築巢是會堆積大量的樹枝，長達3米及高1米。於1933年曾捕捉了一隻白尾巢兔鼠，當時相信是最後一隻，其標本存放在南澳博物館。牠們的數量下降是因與牛及羊爭逐食物所致。

## 保育狀況
白尾巢兔鼠以往被認為是已經滅絕，於1933年捕捉的標本相信是最後一隻。但是於2008年，世界自然保護聯盟卻將牠們的保育狀況由滅絕降為極危（或可能滅絕）。這是因於1970年及其後，在澳洲中部一些偏遠地區中，在牠們的巢中不斷發現新鮮的植物。而在這些地區內仍未有進行詳細的勘察，所以牠們有可能已經滅絕，或是仍存有很少的數量。